# 白塚町
白塚町（しらつかちょう）は、三重県津市の町名、また三重県河芸郡に存在した町。
町名は白い砂浜を意味する「白州」（しらす）が「白須賀」（しらすか）になり、さらに転訛したものとされる。元は純粋な農漁業地域であったが、住宅地化が進行した結果、サラリーマン世帯が多くなった。

## 地理
津市の北東部、平成の大合併以前の津市の北東端にあたる。伊勢湾西岸のほぼ中央に位置し、地形的には志登茂川下流左岸の平地、湾岸の浜堤上にある。
町の西部を近鉄名古屋線が南北を貫き、北部に白塚駅が設置されている。伝統的な町の中心集落は南部にあるが、沿岸部の納屋集落、白塚駅北側の新興住宅地などもある。
伝統的な集落は辻垣内など7つの垣内に分かれており、それぞれの垣内が地蔵堂を持ち、念仏講（通夜講）を結成する。
北で河芸町影重（かわげちょう・かげしげ）、西で河芸町中瀬（かわげちょう・なかぜ）・栗真小川町（くりま・こがわちょう）・栗真中山町（くりま・なかやまちょう）、南で栗真町屋町（くりま・まちやちょう）に接する。
東は伊勢湾に面する。
- 海洋 - 伊勢湾（豊津浦）

### 通称地名
現代の白塚町では、自治会などの住民組織に加え、民生委員の担当地区は下記の通称地名の町割り単位で設定されている。各町を示す標識は特になく、その正確な範囲を現地で知ることは難しい。
- 西町1丁目 - 南西部
- 西町2丁目 - 南西部
- 西町3丁目 - 南西部
- 南町 - 南部
- 住吉町
- 栄町
- 本町 - 公民館付近
- 中の町
- 東浜町 - 南東部
- 三の宮町
- 旭町 - 白塚郵便局付近
  - 西
  - 口起
  - 東
  - 小山
- 新町1丁目 - 白塚駅東側
- 新町2丁目 - 白塚駅東側
- 新町3丁目 - 白塚駅東側
- 新町 - 白塚駅東側
  - 中
  - 北東
  - 北西
- 白塚団地 - 白塚駅北西
- 美松園 - 近鉄白塚体育館北側

## 歴史

### 近世まで（-1868）
白塚の地名が文献で確認できるのは、南北朝時代のことである。応安元年（1368年）の『栗真荘内熊野田三町沙汰日記』に兵衛殿という白塚の人が窪田郡内の熊野社領の作人であるという記録がある。また白塚町内に小字「九門久」（くもんきゅう）があり、公文の給田を意味すると推察される。このように白塚は中世に荘園支配を受けていたと考えられるが、詳細は不明である。時代は下り、永享5年3月22日（ユリウス暦：1433年4月12日）に伊勢参宮の帰路、安濃津から豊久野（現・芸濃町椋本）へ向かう途中で「しらつかの松」を見た尭孝は次のような短歌を詠んでいる。
| 「 | 霞立 緑の末と ひとつにて 明行空の しらつかのまつ | 」 |

室町時代後期に、白塚は港として発達し、文明12年（1480年）には長野氏方の賀藤氏が新警固を白塚と志摩国の泊・大里（現・鳥羽市鳥羽）に設置した。これに対して伊勢神宮は廃止を求めたが、分部氏も若松（現・鈴鹿市若松地区）に新警固を置こうとしたため、内宮禰宜の荒木田氏経は長野氏に対して強い抗議を行ったという。なお、賀藤氏と関係すると見られる加藤姓を名乗る家庭が現代の白塚町でも多く存在する。
江戸時代には伊勢国奄芸郡白塚村であり、当初は伊勢上野藩の配下にあったが、慶長18年（1613年）に伊勢上野藩と津藩の相給となり、元和5年（1619年）から紀州藩と津藩の相給となった。紀州藩側は白子領大部田組、津藩側は平野組に組み入れた。白塚村は沿岸漁業と後背湿地での農業を生業とし、村高は『元禄郷帳』では639石余、『天保郷帳』と『旧高旧領取調帳』では826石余であった。
江戸時代には地引網による漁業が行われており、隣村の町屋村と論争を繰り広げた。また夫役として徳川家の御座船の水主割を課されていた。文化面では、嘉永年間（1848年 - 1854年）頃に村内の薬師寺の僧侶が寺子屋を開設している。

### 白塚村から白塚町へ（1868-1954）
明治維新を迎え、1876年（明治9年）に白塚学校（現・津市立白塚小学校）が開校、1879年（明治12年）に戸長役場が開設され、1884年（明治17年）には3か村組合の戸長役場となった。町村制施行時は、単独で村制を敷き、1896年（明治29年）に所属郡が奄芸郡から河芸郡に変わった。
1902年（明治35年）から1904年（明治37年）頃に織物産業が白塚村で興り、6つの工場がタオル生産を行い、「白塚タオル」は特産品となった。1912年（明治45年）、津電灯により白塚村に初めて電気が引かれ、21戸に明かりが灯った。翌1913年（大正2年）には白塚尋常高等小学校で火災が発生し、校舎1棟を焼失した。1918年（大正7年）8月に津市で米騒動が発生した際には、村民約200人が漁船で津観音に乗り付け騒動に加担した。翌1919年（大正8年）、白塚郵便局が開業した。
1933年（昭和8年）の職業別戸数では、農業238戸、水産業169戸、商業148戸、工業25戸、公務自由業25戸などとなっており、第一次産業と商業が中心産業であった。1944年（昭和19年）5月8日に関西急行鉄道（同年6月1日に近畿日本鉄道となる）が白塚駅を設置し、同年9月には近鉄名古屋線の南側を管轄する車庫として白塚車庫が開設された。
1947年（昭和22年）、白塚村は町制を施行し白塚町となり、白塚町立白塚中学校を設立した。しかし白塚中学は1948年（昭和23年）に白塚町が一身田ほか4か町村学校組合に参加したため、一身田中学校へ統合された。

### 津市白塚町へ（1954-）
町制施行したばかりの白塚町であったが、津市とは交通や経済などでつながりが密であり、既に近隣の一身田町が津市へ合併を申し入れ、栗真村でもその予定があったことから、1953年（昭和28年）11月9日と11月11日に懇談会を開催して津市との合併について町民の合意を取り付けた。翌1954年（昭和29年）6月15日に白塚町長と津市長の間で合併協議書が結ばれ、同年6月24日に白塚町議会、翌6月25日の津市議会の議決を経て、同年8月1日に津市へ編入された。これにより、津市内の1町名「白塚町」となった。
1955年（昭和30年）の職業人口では、製造業599人、農業567人、商業412人、漁業264人などとなっており、工業部門が伸長した。白塚の工業は漁業に関連した水産加工・製氷のほか、電気機械製造業、製粉業などがある。また津市への編入後、美松園などの宅地開発が行われ、住宅地としても成長していった。1900年代に勃興した地場産業の「白塚タオル」は、2002年（平成14年）3月に最後まで営業を続けていた江藤タオルが閉業したことで消滅した。
2006年（平成18年）、2005年日本国際博覧会（愛・地球博）のブータン館・ラオス館の展示品を白塚町の歯科医師が買い取り、「2005年愛知万博記念 樋口友好ミュージアム」を開館した。2014年（平成26年）7月には、前年に閉館した四日市市のオーストラリア記念館から巨大なカモノハシの模型「カモン」など40点を引き取り、ミュージアム敷地内に新たに建設した「オーストラリア館」に展示することになり、2015年（平成27年）1月25日から一般公開を開始した。

### 沿革
- 明治4年7月14日（グレゴリオ暦：8月29日 - 廃藩置県により津県・和歌山県の管轄となる。
- 明治4年11月22日（グレゴリオ暦：1872年1月2日） - 第1次府県統合により安濃津県の管轄となる[6]。
- 明治5年3月17日（グレゴリオ暦：1872年4月24日） - 安濃津県が改称して三重県となる[6]。
- 1889年（明治22年）4月1日 - 町村制の施行により、近世以来の白塚村が単独で自治体を形成[6]。大字は編成せず[6]。
- 1896年（明治29年）4月1日 - 所属郡が河芸郡に変更[6]。
- 1947年（昭和22年）7月1日 - 白塚村が町制施行して白塚町となる[10]。
- 1954年（昭和29年）8月1日 - 白塚町が津市に編入され[13]、同市白塚町となる[10]。

## 世帯数と人口
2019年（令和元年）6月30日現在の世帯数と人口は以下の通りである。
| 町丁   | 世帯数    | 人口    |
| ------ | --------- | ------- |
| 白塚町 | 3,898世帯 | 8,020人 |

### 人口の変遷
1888年以降の人口の推移。なお、1995年以降は国勢調査による推移。
| 1888年（明治21年） | 3,016人  | [ 6 ]  |  |
| 1894年（明治27年） | 3,313人  | [ 6 ]  |  |
| 1933年（明治27年） | 3,708人  | [ 17 ] |  |
| 1947年（昭和22年） | 5,333人  | [ 10 ] |  |
| 1961年（昭和36年） | 5,310人  | [ 10 ] |  |
| 1969年（昭和44年） | 6,240人  | [ 10 ] |  |
| 1980年（昭和50年） | 8,137人  | [ 8 ]  |  |
| 1995年（平成7年）  | 10,213人 | [ 18 ] |  |
| 2000年（平成12年） | 9,721人  | [ 19 ] |  |
| 2005年（平成17年） | 9,632人  | [ 20 ] |  |
| 2010年（平成22年） | 8,951人  | [ 21 ] |  |
| 2015年（平成27年） | 8,213人  | [ 22 ] |  |

### 世帯数の変遷
1872年以降の世帯数の推移。なお、1995年以降は国勢調査による推移。
| 1872年（明治5年）  | 457戸     | [ 6 ]  |  |
| 1888年（明治21年） | 464戸     | [ 6 ]  |  |
| 1894年（明治27年） | 433戸     | [ 6 ]  |  |
| 1933年（昭和8年）  | 701世帯   | [ 17 ] |  |
| 1947年（昭和22年） | 1,053世帯 | [ 10 ] |  |
| 1961年（昭和36年） | 1,136世帯 | [ 10 ] |  |
| 1969年（昭和44年） | 1,542世帯 | [ 10 ] |  |
| 1980年（昭和50年） | 2,309世帯 | [ 8 ]  |  |
| 1995年（平成7年）  | 3,680世帯 | [ 18 ] |  |
| 2000年（平成12年） | 3,685世帯 | [ 19 ] |  |
| 2005年（平成17年） | 3,972世帯 | [ 20 ] |  |
| 2010年（平成22年） | 3,790世帯 | [ 21 ] |  |
| 2015年（平成27年） | 3,690世帯 | [ 22 ] |  |

## 学区
市立小・中学校に通う場合、学区は以下の通りとなる。
| 番・番地等 | 小学校           | 中学校             |
| ---------- | ---------------- | ------------------ |
| 全域       | 津市立白塚小学校 | 津市立一身田中学校 |

## 漁業
白塚町には、1949年（昭和24年）設立の白塚漁業協同組合と同組合員が主に利用する白塚漁港がある。2011年（平成23年）現在の白塚漁協の組合員は67人（うち正会員は39人）、漁業経営体は31経営体で、白塚漁港への登録漁船は51隻である。一方で、同年の白塚漁港利用漁船は176隻と外来漁船の利用が多い。底引網や船引網を主要漁法とし、主な漁獲物はコウナゴ、イワシ、カタクチイワシ（ヒシコ）であり、ノリ養殖も営まれる。
水産加工分野では、白塚で水揚げされたイワシを利用して伝統的に田作や煮干しの生産が盛んであった。特にイワシの煮干し生産では、三重県内の産地を質・量の両面でリードしてきた。ただし1970年代頃より、冷凍品の加工が増加傾向にある。

### 白塚漁港

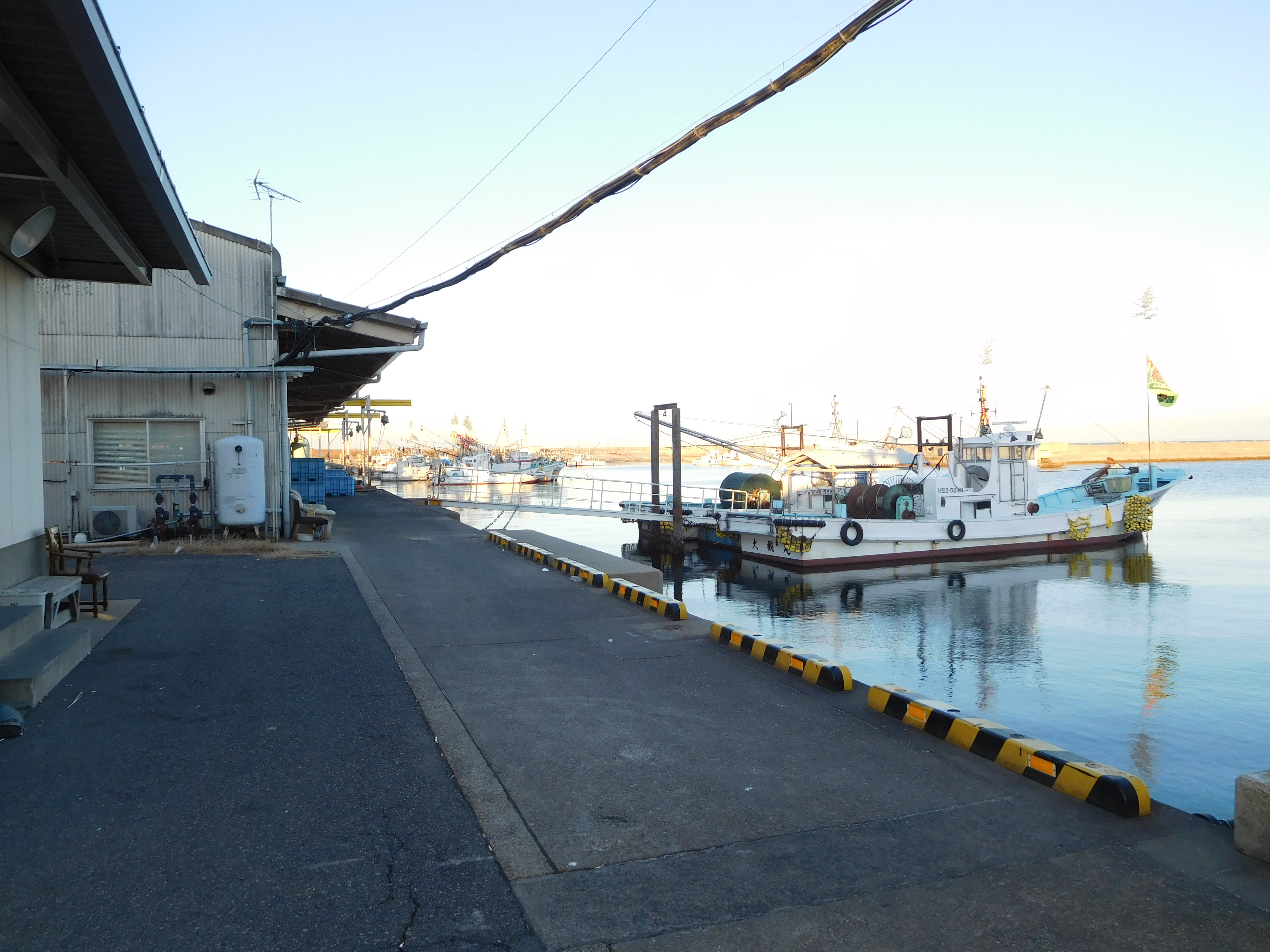
白塚漁港

白塚漁港（しらつかぎょこう）は、三重県津市白塚町にある第1種漁港。1953年（昭和28年）3月5日に漁港指定を受け、津市が管理する。2011年（平成23年）の属地陸揚量は12,272.0t、属地陸揚金額は658百万円である。なお属人漁獲量は2,285.0tである。

### 漁業史
江戸時代には大網や中網を用いて地引網漁業を行い、天保10年（1839年）には1網で300両を稼ぎ出したという。翌天保11年（1840年）には町屋村と漁場紛争を引き起こし、28人が処分を受けた。1882年（明治15年）の調査では、地引網船32隻、浮引網船52隻が村にあった。
1897年（明治30年）頃には打瀬網漁が導入され、1902年（明治35年）には白塚漁業組合が結成された。さらに1937年（昭和12年）には徳島県からバッチ網漁を導入した。

## 交通

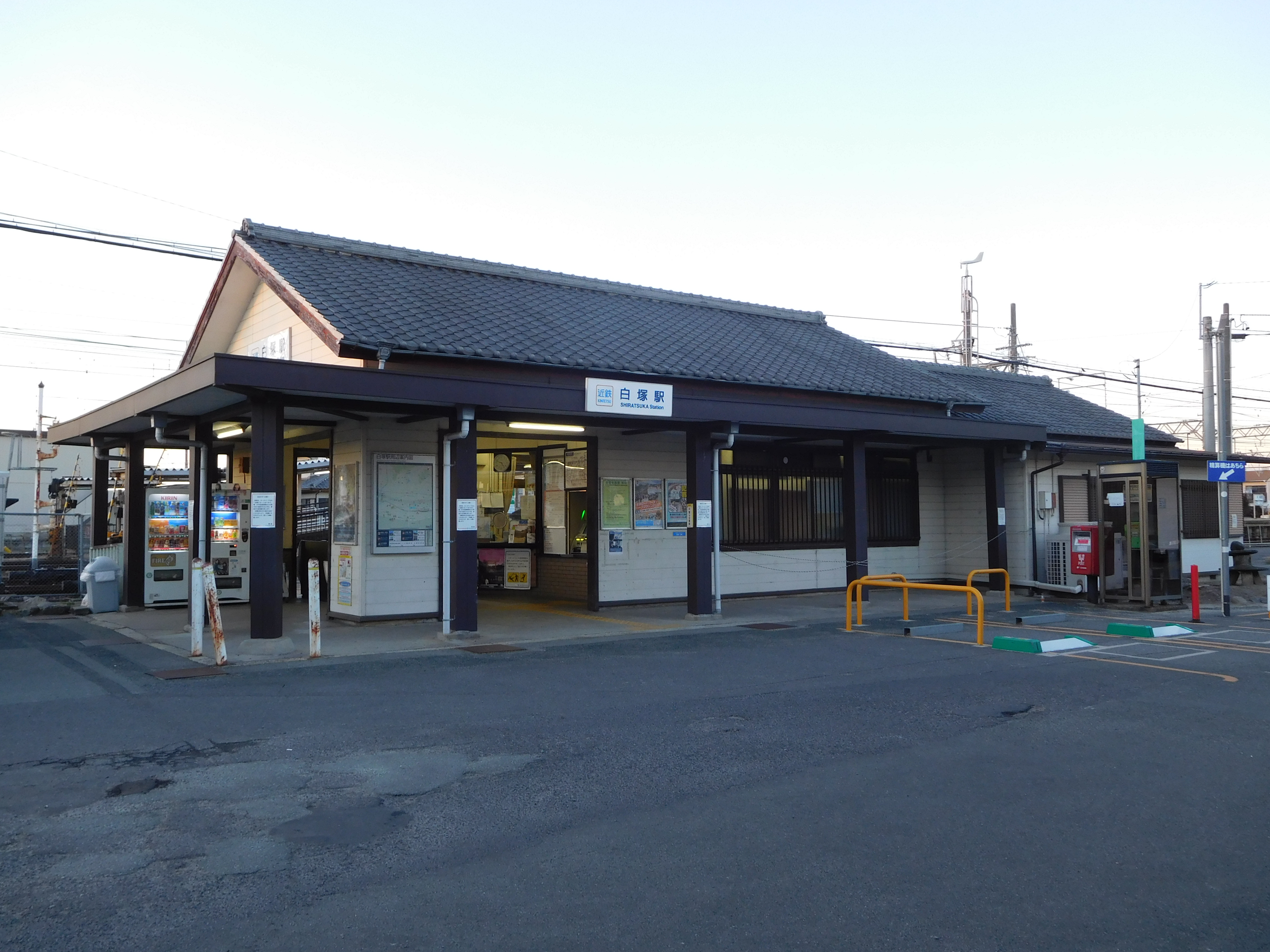
白塚駅

### 鉄道
- 近畿日本鉄道名古屋線
  - （豊津上野方面） - 白塚駅 - （高田本山方面）

### バス
三重交通
- 神戸白塚線
  - 06系統：白塚駅 - 白塚口 - 津駅前 - 三重会館 - 津新町駅 - 神戸 - 緑ヶ丘団地（緑ヶ丘二丁目）

### 道路
- 国道23号
- 三重県道652号栗真中山白塚停車場線

### 港湾
- 白塚漁港

## 施設

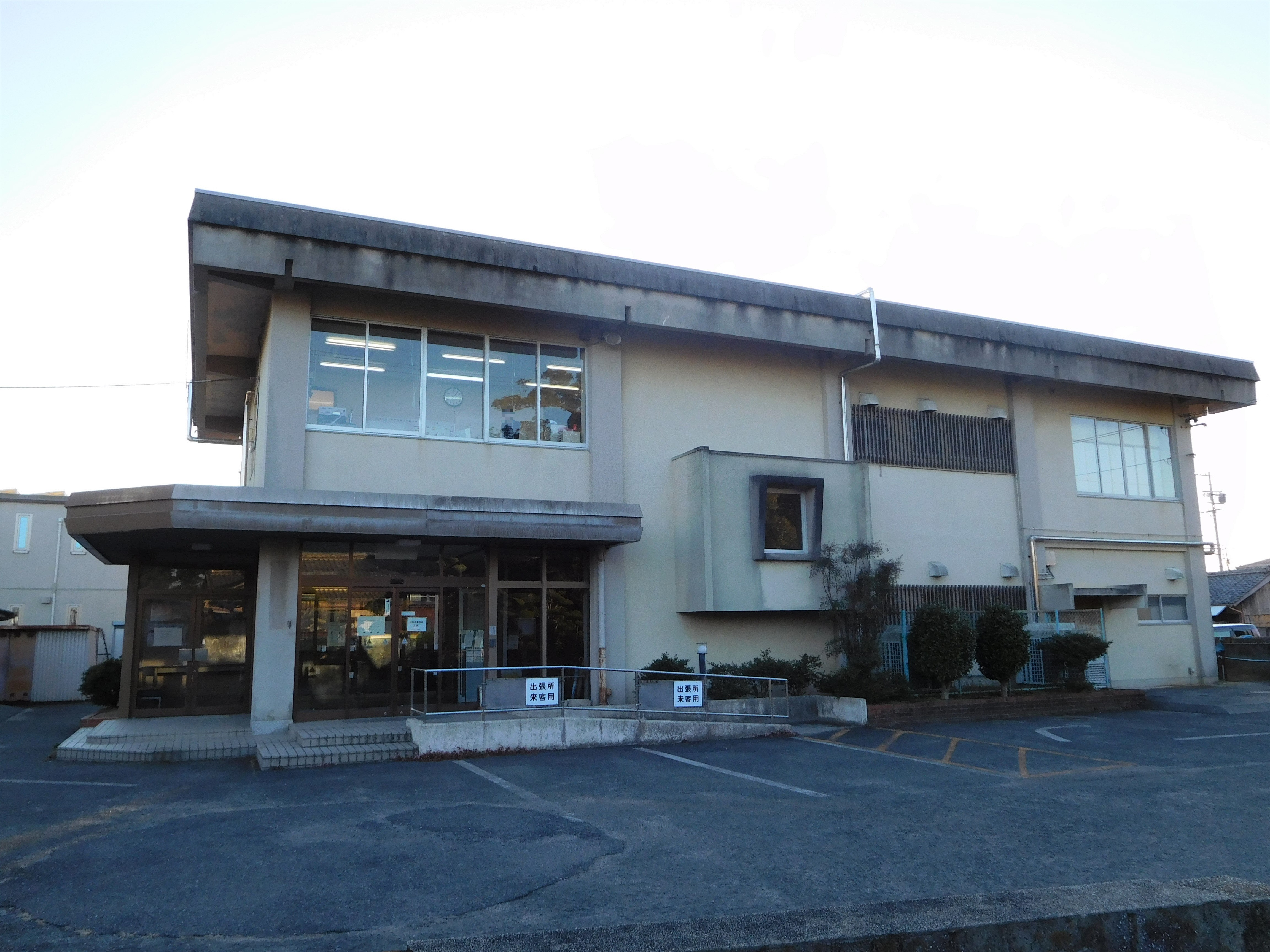
白塚公民館・津市役所白塚出張所

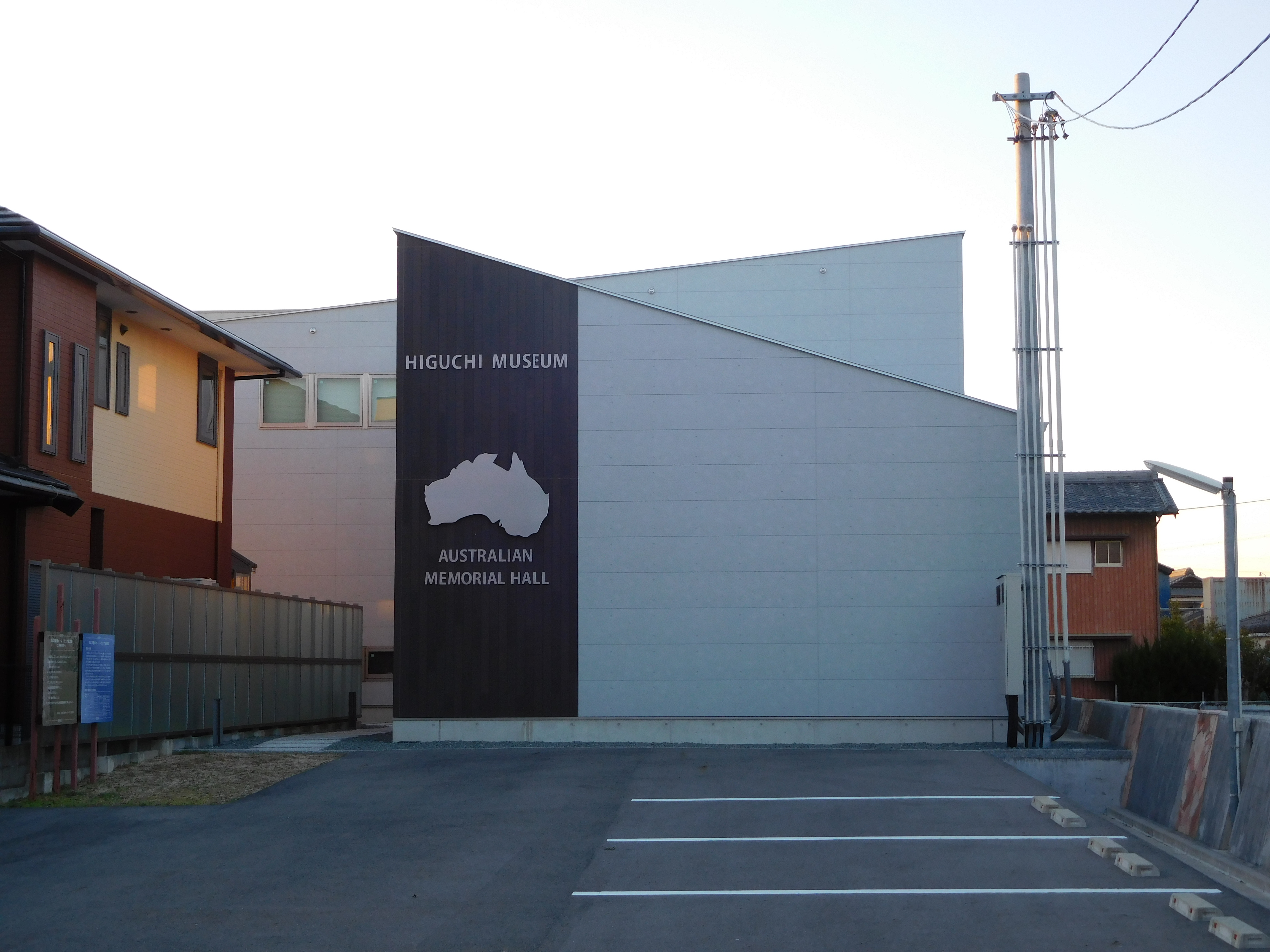
2005年愛知万博記念 樋口友好ミュージアム

### 公共・教育
- 津市役所白塚出張所[8]
- 津市白塚公民館[8]
- 津市白塚市民センター[25]
- 津市立白塚小学校[8]
- 津市立白塚保育所[8]
- 社会福祉法人白蓮福祉会 白塚愛児園[8]
- 学校法人松ヶ谷学園 ふたば幼稚園[26]

### 産業
- 2005年愛知万博記念 樋口友好ミュージアム[16]
- セノパーク津
  - マックスバリュ津東店
  - ホームセンタースーパービバホーム津白塚店
- 百五銀行白塚支店[8] - 2021年に河芸町一色の河芸支店建物内に移転
- 白塚郵便局[27]
- 津小川郵便局[28]
- 旭電器工業本社[8]
- 東海メタル本社
- 白塚漁業協同組合[8]
- 近畿日本鉄道名古屋線白塚駅
- 近畿日本鉄道明星検車区白塚車庫
- 近畿日本鉄道白塚体育館
- みえ医療福祉生活協同組合白塚診療所

### 宗教
- 白郷稲荷神社
- 八雲神社[8][9]
- 月光山薬師寺
- 真宗高田派万年寺[8][9]
- 真宗高田派薩摩寺[8][9]
- 真宗高田派長安寺[8][9]
- 真宗高田派東海寺[8][9]
- 真宗高田派信行寺[8][9]
- 三府山白長寺

### その他
- 白塚漁港
- 白塚海浜公園
- 白塚団地
- 白塚公園
- 白塚団地1 - 4号公園
- 白塚団地2号公園

## 祭事

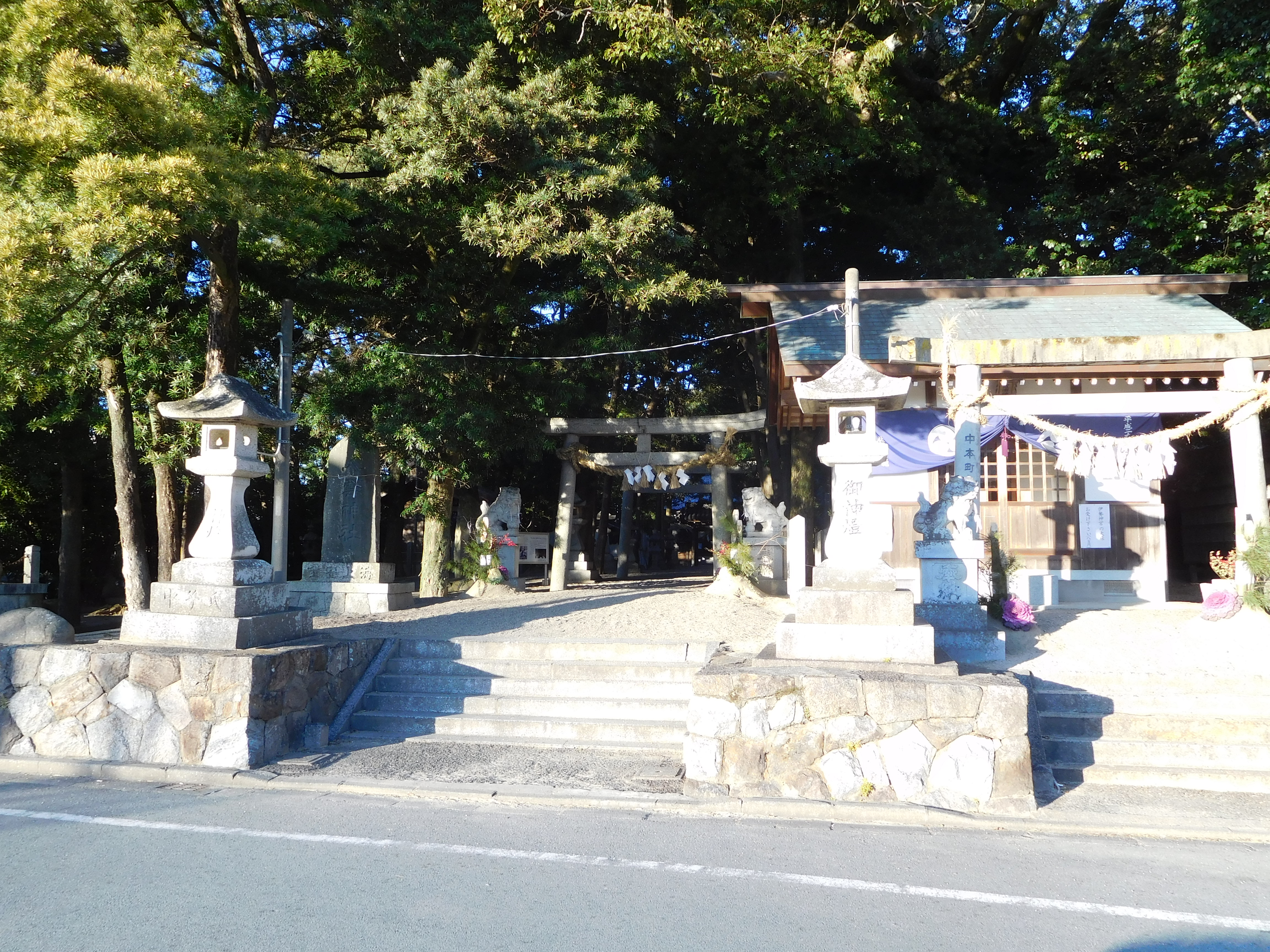
八雲神社

やぶねり
八雲神社の祭礼であり、毎年7月11日に催行される。天候が悪くとも日程は変更されない。八雲神社は1908年（明治41年）に大梵天王社と天照大神熊野権現社の2社を合祀して送検された神社で、大梵天王社は愛知県の津島神社から勧請したとされる。やぶねりは旧大梵天王社の祭礼だったもので、津市を代表する暴れ祭りである。
八雲神社の祭神であるスサノオノミコトが退治したヤマタノオロチに見立てた竹の束（これを「やぶ」という）を若者が担いで練り歩く。白塚町を3地域に分け、それぞれの地域から30分ごとに八雲神社でお祓いを受けた後、地域に戻って練り歩く。激しく暴れ回ることで知られ、「やぶ」を持った集団から防御するため民家の前には丸太の防護柵を設置し、男達の熱気を覚まそうと2階から水をかける。最後には壁に衝突するなどしてボロボロになった「やぶ」を海に流して祭りが終了する。
獅子舞
八雲神社（旧天照大神熊野権現社）の祭礼で、毎年初午に神社に奉納している獅子頭を持ち出して舞う。
念仏講（通夜講）
町内の各垣内で組織され、1月15日の専修寺報恩講に参加して独特の調子で親鸞の和讃を唱える。17世紀末に結成されたと見られる。

## その他

### 日本郵便
- 郵便番号 : 514-0101[3]（集配局：津中央郵便局[31]）。